# 14937 Thirsk
14937 Thirsk este un asteroid din centura principală de asteroizi.

## Descriere
14937 Thirsk este un asteroid din centura principală de asteroizi. A fost descoperit pe 1 februarie 1995 la Kitt Peak National Observatory în cadrul proiectului Spacewatch. El prezintă o orbită caracterizată de o semiaxă mare de 2,60 ua, o excentricitate de 0,17 și o înclinație de 2,9° în raport cu ecliptica.